# Шапел Нев (Морбијан)
Шапел Нев (фр. Chapelle-Neuve) је насељено место у Француској у региону Бретања, у департману Морбијан.
По подацима из 2011. године у општини је живело 759 становника, а густина насељености је износила 34,71 становника/km².

## Демографија
| 1962. | 1968. | 1975. | 1982. | 1990. | 2011. |
| ----- | ----- | ----- | ----- | ----- | ----- |
| 1.004 | 920   | 781   | 739   | 732   | 759   |